# Theresa Concordia Mengsová
Theresa Concordia Mengsová, provdaná von Maron (1725, Ústí nad Labem – 10. října 1806, Řím), byla německá malířka původem z Čech.

## Život

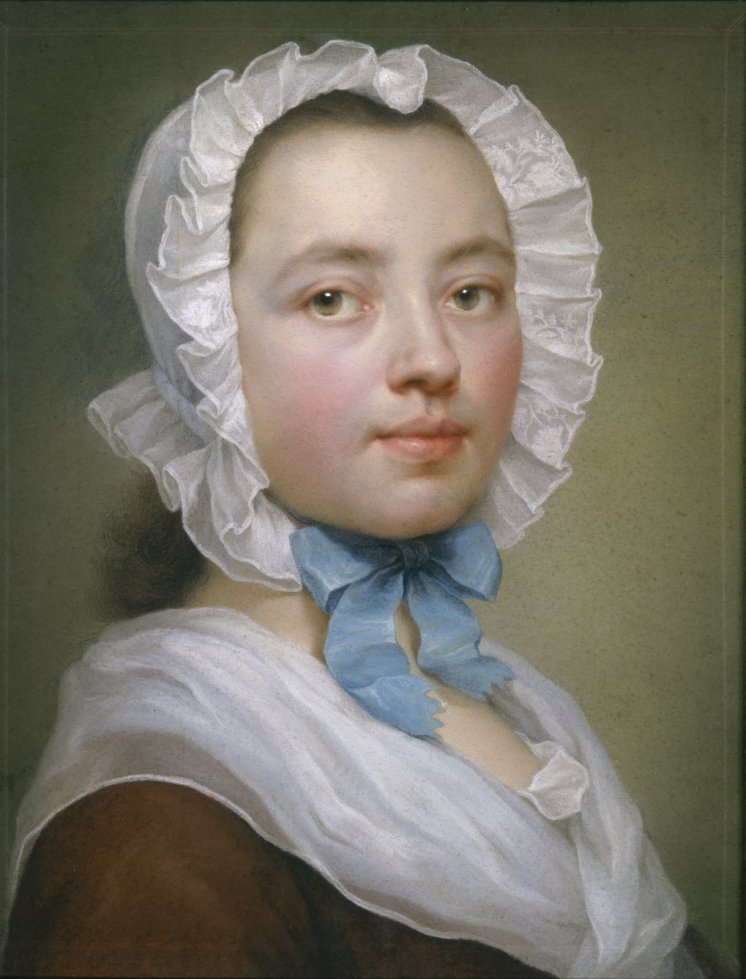
Autoportrét Theresy Concordie Mengsové, kolem let 1744/1745, pastel na plátně.

Theresa Concordia Mengs se narodila jako dcera saského dvorního malíře Ismaela Mengse židovského původu z Dánska. Stejně jako její bratr Anton Raphael Mengs (1728–1779) dostávala lekce malby od svého otce, ve své době váženého malíře miniatur, který portrétoval panovníky, příslušníky šlechty a podobně. Také nejmladší sestra Julia Charlotte (1730–1781) byla malířkou.
Od roku 1741 působila v Římě, kde pracovala jako malířka miniatur a pastelů. V roce 1760 se setkala s Giacomem Casanovou, který ji označil jako „vynikající malířku miniatur“.
V roce 1765 se provdala za malíře Antona von Marona (1731–1808), který byl od roku 1756 žákem a přítelem jejího bratra Antona Raphaela a pracoval jako portrétista v Rakousku.
Theresa von Maron dočasně působila ve službách drážďanského dvora, kde vznikly různé verze maleb Santa Notte, Sv. Jeroným ad. Malovala různými technikami, pastel, na smalt a kvaše ad.
V roce 1999 byla její tvorba zastoupena na výstavě v zámeckém muzeu v Gotě s názvem Künstlerinnen der Goethezeit (Umělci Goethovy éry) pod jejím rodným jménem Theresa Mengs.

## Dílo (část)
- Autoportrét. Galerie starých mistrů, Drážďany, inv. č. 179.
- Portrét sestry Juliane C. Mengsové, Obrazárna starých mistrů, Drážďany, inv. č. 178